# Bruinkapbrilvogel
De bruinkapbrilvogel (Zosterops atriceps) is een zangvogel uit de familie Zosteropidae (brilvogels).

## Verspreiding en leefgebied
Deze soort is endemisch op de noordelijke Molukken en telt twee ondersoorten:
- Z. a. fuscifrons: Halmahera.
- Z. a. atriceps: Batjan en Obi.

## Status
De grootte van de populatie is niet gekwantificeerd maar de soort wordt omschreven als schaars op Batjan en Obi en vrij algemeen op Halmahera. Op de Rode lijst van de IUCN heeft deze soort de status niet bedreigd.